# 메르코수르

메르코수르의 회원국.

메르코수르의 기. 왼쪽은 스페인어 버전, 오른쪽은 포르투갈어 버전.

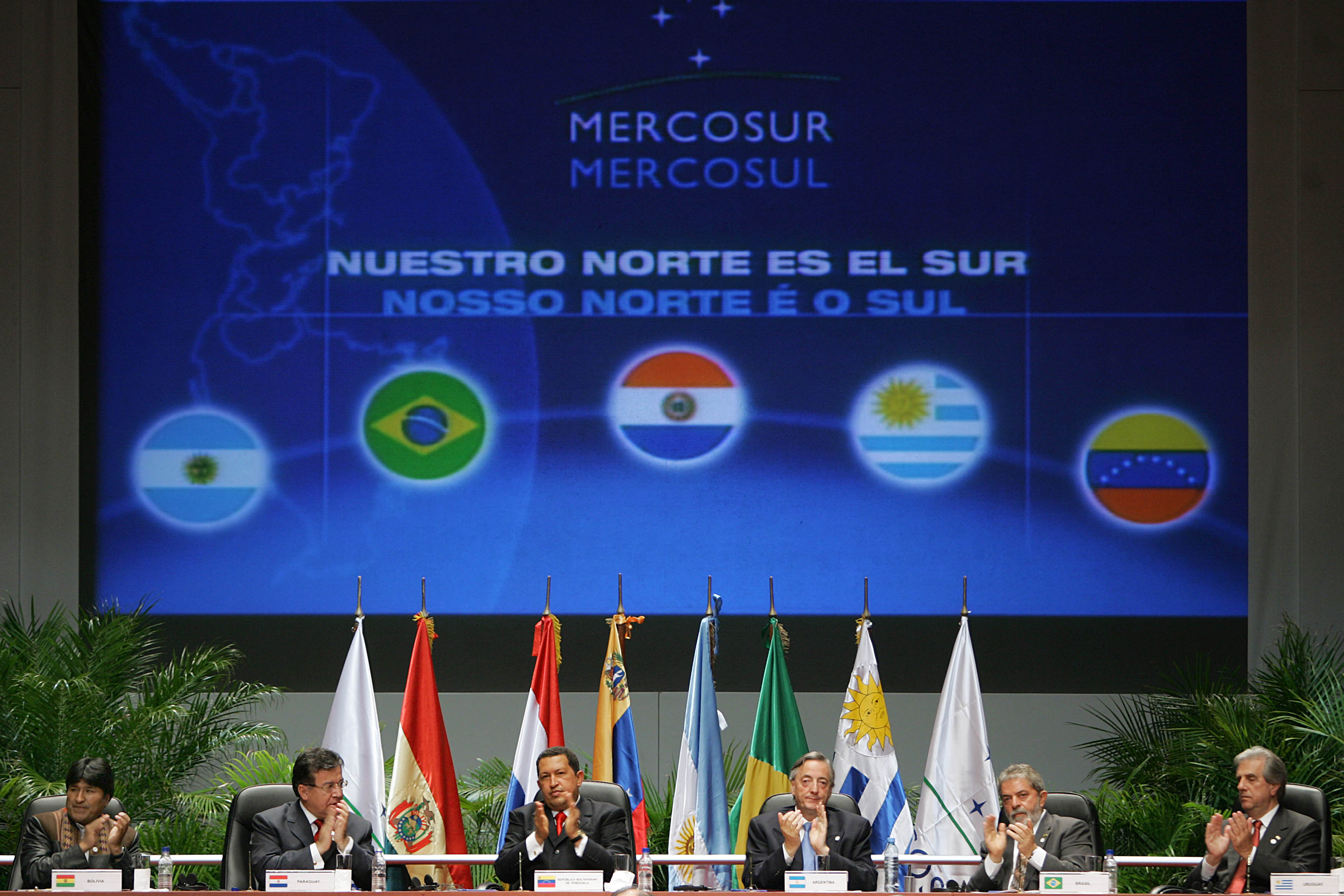
메르코수르 2005

메르코수르(Mercosur, 스페인어: Mercado Común del Sur 메르카도 코문 델 수르[*]), 메르코술, 메르코줄(Mercosul, 포르투갈어: Mercado Comum do Sul 메르카두 코뭉 두 술[*]) 또는 남아메리카 공동 시장, 남미공동시장(南美共同市場)은 남아메리카 국가들의 경제 공동체이다.
남아메리카 국가들의 물류와 인력 그리고 자본의 자유로운 교환 및 움직임을 촉진하며 회원국과 준회원국 사이의 정치·경제 통합을 증진시키는 것을 목적으로 하고 있다. 베네수엘라는 정회원국 자격이 박탈되어 현재는 아르헨티나, 브라질, 파라과이, 우루과이 4개국이 정회원국으로 참여하고 있다.
1991년 3월 26일 파라과이의 아순시온에서 체결된 아순시온 협약을 통해 설립돼 같은 해 11월 29일부터 운영에 들어갔다. 메르코수르는 1994년 12월 17일에 조인되어 1995년 12월 15일에 비준된 오루프레투 협약을 통해 창설됐다. 메르코수르는 외부 시장에 대한 동일한 관세 체제를 만들었고, 1999년부터는 회원국 사이의 무역에서 90% 품목에 대해 무관세 무역을 시행하고 있다.

## 회원 및 준회원 국가

### 회원국
괄호 안의 연도는 가입 일자이다.
- 브라질 (1991년 가입)
- 아르헨티나 (1991년 가입)
- 우루과이 (1991년 가입)
- 파라과이 (1991년 가입)

### 준회원국
괄호 안의 연도는 가입 일자이다.
- 볼리비아 (1996년 가입)
- 칠레 (1996년 가입)
- 페루 (2003년 가입)
- 콜롬비아 (2004년 가입)
- 에콰도르 (2004년 가입)
- 가이아나 (2013년 가입)
- 수리남 (2013년 가입)

### 옵서버 회원국
- 멕시코
- 뉴질랜드

### 이전 회원국
- 베네수엘라 (2016년 정회원 자격 박탈)

## 같이 보기
- 남아메리카 국가 연합
- 안데스 공동체
- 유럽 연합-메르코수르 자유 무역 협정